# Manfred Balkenohl
Manfred Balkenohl  (* 21. Juni 1936 in Arnsberg) ist ein katholischer Theologe.

## Leben
Manfred Balkenohl studierte Theologie, Psychologie, Philosophie, Pädagogik, Germanistik und Geschichte an der Westfälischen Wilhelms-Universität in  Münster. Daraufhin nahm er eine wissenschaftliche Tätigkeit dort wahr. Ferner war er Lehrer am Annette-von-Droste-Hülshoff-Gymnasium in Münster.
Manfred Balkenohl ist katholisch, verheiratet und Vater von vier Söhnen.

## Wissenschaftlicher Werdegang
Balkenohl wurde 1969 Dozent für Anthropologie und Theologie beim Deutschen Institut für wissenschaftliche Pädagogik in Münster. 1973 wurde er Dozent für die Aus- und Weiterbildung kirchlicher Mitarbeiter (Referenten, Diakone, Katecheten) im Bistum Osnabrück.
Nach einem Lehrauftrag für Christliche Sozialwissenschaften an der Universität Osnabrück wurde er 1976 Professor für Moraltheologie an den Universitäten Osnabrück und Vechta.
Balkenohl ist Autor zahlreicher moraltheologischer, sozialethischer und anthropologischer Veröffentlichungen. Im Bereich der Bioethik, etwa hinsichtlich der Problematik des Hirntodes und der Organtransplantation, setzte er seinen publizistischen Schwerpunkt.

## Veröffentlichungen (Auswahl)
- Der Antitheismus Nietzsches: Fragen und Suchen nach Gott. Eine sozialanthropologische Untersuchung, Paderborn/Wien/München 1976, Schöningh-Verlag
- Gentechnologie und Humangenetik. Ethische Orientierungen, Stein am Rhein 1989, Christiana-Verlag, ISBN 3-7171-0928-6
- Vom Sinn des Lebens. Orientierungen in unruhiger Zeit, Stein am Rhein 1992, Christiana, ISBN 3-7171-0966-9
- Von der Hoffnung im Menschen, Paderborn 1993, Bonifatius-Verlag, ISBN 3-87088-755-9
- Der Eid des Hippokrates: Griechischer Urtext, Übersetzung, Interpretation, Wirkungsgeschichte, heutige Problemlage und moderne Dokumente, Abtsteinach 2007, Derscheider Verlag, ISBN 978-3-930533-07-7